# Bund Deutscher Unitarier
Der Bund Deutscher Unitarier – Religionsgemeinschaft europäischen Geistes e. V. (BDU) ist eine extrem rechte religiös-weltanschauliche Gemeinschaft, die einen pantheistischen und zugleich völkisch geprägten Unitarismus vertritt. Neben der rechtsextremen Vordenkerin der Neuen Rechten Sigrid Hunke gehören auch weitere neurechte bzw. nationalrevolutionäre Autoren wie Peter Bahn dem BDU an.

## Verbreitung
Der Bund Deutscher Unitarier hatte 1997 rund 300 Mitglieder, 2013 waren es etwa noch 150 Mitglieder.
Im Vereinsregister sind zwei eigenständige Gemeinschaften mit dem Namen „Bund Deutscher Unitarier – Religionsgemeinschaft europäischen Geistes“ verzeichnet:
- für den „Bereich Mittelhessen“ beim Amtsgericht Friedberg VR 737 sowie
- für den „Bereich Hannover-Celle“ beim Amtsgericht Hannover VR 6206.

Treffen der Gemeinschaft finden regelmäßig im Raum Gießen und im Raum Büsum statt.

## Inhalte
Der Vereinszweck ist gemäß Satzung, „Menschen deutsch-unitarischer Religiosität europäischen Geistes im Streben nach religiöser Erkenntnis zusammenzufassen und zu betreuen. … Der Zweck der Gemeinschaft soll erreicht werden
a) durch Pflege religiös-sittlichen Gemeinschaftslebens, durch Vorträge und Feierstunden, sowie durch Gespräche und geselliges Beisammensein;
b) durch Gestaltung von Feiern im Jahres- und Lebenslauf;
c) durch Unterweisung Jugendlicher in Lebenskunde, Religion und Kultur;
d) durch gegenseitige Hilfe in allen Fällen des täglichen Lebens.“
Die Gemeinschaft beruft sich in ihrem Selbstverständnis u. a. auf die Deutsche Glaubensbewegung und deren Gründer Jakob Wilhelm Hauer, wonach „für uns, wie für germanische, deutsche Menschen von Haus aus überhaupt, die Welt nicht gottfern, sondern die Gegenwart Gottes selbst ist.“ Auf der Webseite der Gemeinschaft heißt es: „Religion als tragender Wesensgrund der Kultur befähigt uns …, unsere eigene volkliche Identität zu wahren und zu stärken.“
Die Gemeinschaft führt neben thematischen Feierstunden auch Feiern im Jahreskreis (Sommersonnenwende, Erntedank, Vorweihnachtliche Stunde) durch und organisiert jährlich zwei überregionale Veranstaltungen (Maifahrt, Herbsttagung). Die Maifahrt am 22. Mai 2011 führte u. a. zum ehemaligen Kriegsgefangenenlager Bretzenheim (Feld des Jammers). Auf den Herbsttagungen 2009 und 2010 trat die Diseuse Imke Barnstedt auf.
In der Einladung zur Herbsttagung der Gemeinschaft unter dem Motto „Identität im Bewußtsein von Woher und Wohin“ am 15.–17. Oktober 2010 schreibt Stefan Kaus im Geleitwort:

„Unsere Identität, ohne die kein sinnerfülltes Leben möglich ist, werden wir, unsere Kinder und Enkel in uns selbst suchen und finden müssen – als Angehörige bestimmter Rasse- und Volksgemeinschaften. Jene Merkmale, die in Jahrhunderttausenden ausgebildet und prägend für die europäischen Volksgeister wie den Charakter der Einzelnen wurden, können nur erhalten werden, wenn sich heute genügend Volksangehörige wesensgemäß binden und fortpflanzen. Ohne eine auf Abstammung gegründete Identität ist das aber nicht gewährleistet. Völker mit langer Geschichte haben das immer beherzigt.“

Nach der aktuellen Satzung fällt das Vermögen des Vereins bei Auflösung an den Ahnenstättenverein Conneforde. Dieser Verein betreibt einen Waldfriedhof nahe der Gemeinde Varel bei Oldenburg, auf dem viele Alt-Nazis ihre letzte Ruhestätte gefunden haben. Vorsitzender des Vereins ist das NPD-Gründungsmitglied Alfred Manke aus Bassum.

## Geschichte
Nach der Neuorientierung 1989 der Deutschen Unitarier Religionsgemeinschaft an liberalen und internationalen Unitariern spalteten sich die völkisch ausgerichteten Mitglieder ab und gründeten den „Bund Deutscher Unitarier“. In der Deutschen Unitarier Religionsgemeinschaft hatten sich nach 1948 Reste der völkischen Deutschen Glaubensbewegung mit freiprotestantischen Gemeinden und Pantheisten zusammengeschlossen.
Der eingetragene Verein wurde mit der Satzung vom 17. März 1989 in Friedberg (Hessen) errichtet und am 16. Mai 1989 ins Vereinsregister beim Amtsgericht Friedberg/Hess. eingetragen. Gründungsvorstand waren Annedore Küthe geb. Seikritt (1. Vors.), Margot Koch geb. Ehrhardt (stv. Vors.), Wolfgang Traxel (Kasse) und Karin Gläser (Schriftführung). Der damalige Name lautete „Bund Deutscher Unitarier – Religionsgemeinschaft europäischen Geistes, Bereich Mittelhessen“; auf der Mitgliederhauptversammlung am 12. September 2009 in Gießen wurde die Streichung des regionalen Bezugs des Namens erstmals beschlossen, um nach „Auflösung des Bereichs Mittelholstein … für alle Mitglieder im Bundesgebiet sprechen zu können“. Eingang in das Vereinsregister fand diese ersatzlose Streichung erstmals mit der Eintragung infolge des erneuten Beschlusses vom 3. September 2011.
Neben Sigrid Hunke zählen Karlheinz Küthe und Bernhard Bühler zu den „Gründungsvätern“ der Gemeinschaft.

## Selbstdarstellung
„Nach 1945 fanden viele ehemalige Deutschgläubige den Weg zur Deutschen Unitarier Religionsgemeinschaft. Sie verkörperten dort eine wichtige Traditionslinie, die die ganzheitlich-indoeuropäischen Wurzeln einer im Wortsinn unitarischen – und damit gerade nicht monotheistisch-antitrinitarischen – Religion betonte und über Jahrzehnte weiterentwickelte. Erst seit wenigen Jahren wird diese … Quellenströmung des deutschen Unitarismus von der Führung der Religionsgemeinschaft [der Deutschen Unitarier] in Frage gestellt … Im Gesamtkontext der freien Religions- und Weltanschauungsgemeinschaften verkörpert die skizzierte Strömung das eigentlich neue, zukunftsweisende Element … Demgegenüber stellt die derzeitige Umorientierung der Deutsche Unitarier Religionsgemeinschaft auf den Sozianismus und das jüdisch-christliche Erbe einen Rückfall in das halbchristliche Freigemeindentum des 19. Jahrhunderts und den längst überholten Antitrinitarismus des 16. Jahrhunderts dar …“
Die Leitfigur der Gemeinschaft Sigrid Hunke ergänzt: „Nach dem totalen Bruch der Deutschen Unitarier Religionsgemeinschaft mit dem Gesetz der Unitas als Einheit des Göttlichen mit Mensch, Natur, Welt im europäischen Sinne, nach dem sie 1950 angetreten, lebt die europäische Religion europäischen Geistes im Bund Deutscher Unitarier – Religionsgemeinschaft europäischen Geistes und in der Arbeitsgemeinschaft Europas eigene Religion in ihrer seit drei Jahrtausenden ungebrochenen Kontinuität weiter.“ Die Deutsche Unitarier Religionsgemeinschaft hingegen führe „offiziell seit 1989 vertreten durch Wolfgang Deppert, Hans-Dietrich Kahl und Horst Prem, unversehens ihre Herkunft über den Antitrinitarismus der rabbinischen Theologie auf das Judentum und seinen mosaischen Monotheismus zurück. Die unitarische Religion sei ‚aus dem frühen Christentum hervorgegangen – wie die Christen aus dem Judentum‘.“

## Organisation und Mitglieder
Vorstand der Gesamtgemeinschaft am 7. November 2012 waren Annedore Küthe geb. Seikritt, Gießen (1. Vors.), Ralf Kaiser, Weinheim (Stv. Vors.), Hedwig Schnerch, Usingen (Kassenführerin).
Vorstand des eingetragenen Vereins für den Bereich Hannover-Celle sind Jutta Marienfeld, Hannover (1. Vors.), Hertha Schöne, Hannover (Stv. Vors.), Karl-Heinz Köppelmann, Hannover (Kasse) sowie Ute Bünger, Vechelde (Schriftführung).
Mitglied Bettina Binsteiner „gehört laut Informationen der Thüringer Landesregierung dem rechtsextremen Verein Gedächtnisstätte als Mitglied an und unterhält Kontakte zur neonazistischen Gesellschaft für freie Publizistik e. V. Darüber hinaus ist sie beim extrem rechten, völkisch-esoterischen Bund deutscher Unitarier – Religionsgemeinschaft europäischen Geistes (nicht zu verwechseln mit der nicht-rechtsextremen Deutschen Unitarier Religionsgemeinschaft) aktiv. Als Referentin trat sie erst jüngst (30.3.–1.4.2012) im ‚Schlosshotel Pommersfelden‘ (Bayern) beim ‚Lesertreffen‘ des rechtsextremen Verlages Lesen & Schenken von Dietmar Munier auf.“
Der 2015 wegen des Vorwurfs rechtsextremistischer Kontakte in die Kritik geratene – und nach Bekanntwerden dieser Kontakte von der Schule entlassene – ehemalige Mindener Waldorf-Pädagoge Wolf-Dieter Schröppe war nach eigenen Angaben in den 1990er Jahren für zehn Jahre Mitglied im Bund Deutscher Unitarier. 1995 wurde Schröppe mit seiner Familie Mitglied im Bereich Mittelhessen der Gemeinschaft, im April 1997 wurde er zum 2. Vorsitzenden dieses Bereichs gewählt. Im Februar 1998 sprach er als stellvertretender Bereichsleiter in Gießen zum Thema: Lied der Treue – Lebenssinn Deutscher im Ausland. In der Ankündigung dazu hieß es: „Herr Schröppe, väterlicherseits aus dem Baltikum stammend, ist als Argentiniendeutscher – er, seine Frau und die vier Kinder sind dort geboren – vor wenigen Jahren nach Deutschland ‚rückgewandert‘, um vor allem seine Kinder vor einer zunehmenden Überfremdung des dortigen Deutschtums zu bewahren. Er weiß also, wovon er spricht.“

## Zeitschriften
- Glauben und Wirken, Zweimonatszeitschrift

Die Hefte sind mit den alten deutschen Monatsnamen „Hartung/Hornung“ (Januar/Februar), „Lenzing/Ostermond“ (März/April), „Wonnemond/Brachet“ (Mai/Juni), „Heuert/Ernting“ (Juli/August), „Scheiding/Gilbhart“ (September/Oktober), „Nebelmond/Julmond“ (November/Dezember) bezeichnet, und die Texte der Zeitschrift sind überwiegend in Frakturschrift gesetzt, „um ihnen dadurch eine besondere Note zu geben“. In der Ausgabe 1/2010 wendet sich die Vorsitzende und Schriftleiterin Annedore Küthe an die jungen Leser und bietet eine „Lesehilfe“ für diese Schrift an: „Schließlich werden sowohl die alte deutsche Druckschrift wie auch die alte deutsche Schreibschrift nicht mehr in der Schule behandelt. Das ist schade, da es natürlich noch immer viele alte Bücher in Frakturschrift gibt, die es durchaus zu lesen lohnt.“